# Anésia Pinheiro Machado
Anésia Pinheiro Machado, död 1999, var en brasiliansk pilot. 
Hon är känd som Brasiliens andra kvinnliga pilot, och den första som körde passagerare och utförde stuntuppdrag. 